# Jules Wieme

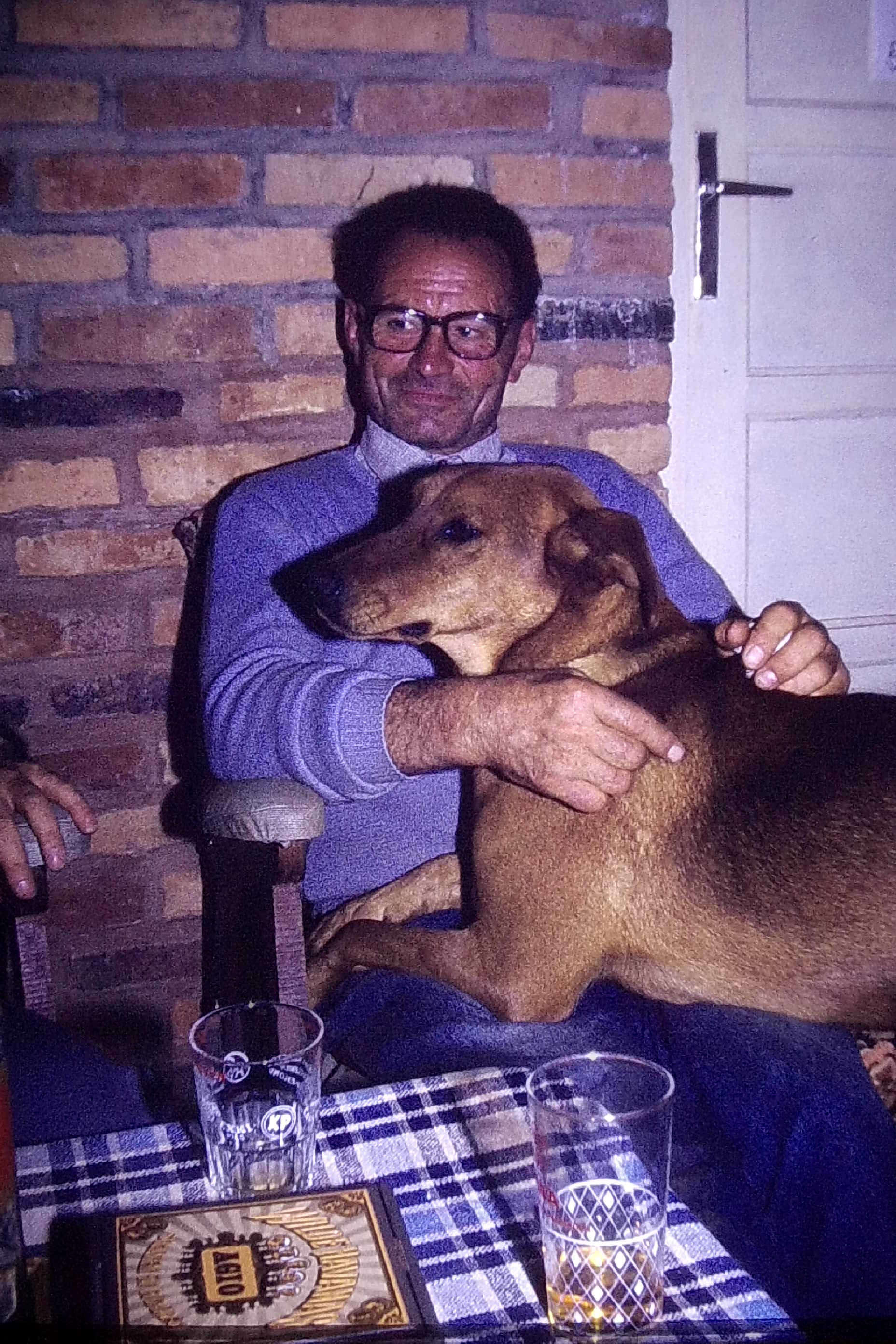
Broeder Cyriel Wieme in Kisaro juli 1981

Jules Julien François Wieme (Huise-Lozer, 24 augustus 1922 – Gent, 13 januari 2015), beter gekend als Cyriel Wieme of Broeder Cyriel, was een broeder van de Christelijke Scholen die in het noorden van Rwanda gedurende 42 jaar gezorgd heeft voor de ontwikkeling van de landbouw.

## Vroege jeugd
Zijn familie met 12 kinderen verhuisde in 1932 naar Leupegem waar hij opgroeide op een ruime vierkantshoeve in de buurt van Kerselare. Hij volgde lagere school bij de zusters van de Visitatie in Edelare en studeerde Latijn-Grieks in het college van Oudenaarde. Hij onderbrak zijn studies tijdens de oorlog om op de ouderlijke boerderij te werken om zijn twee broers te vervangen die gemobiliseerd waren.

## Levensloop
Zijn broers werden gedemobiliseerd en Wieme werd op 7 september 1941 novice bij de Broeders van de Christelijke Scholen te Groot-Bijgaarden. Hij werd overgeplaatst naar Bokrijk op 10 januari 1946 waar hij vier jaar les gaf aan het eerste jaar van de middelbare school. Later kreeg hij de leiding van de kloosterboerderij en werd hij ook huismeester en overste van het klooster.
In 1971 beslist de Unesco om, in samenwerking met het Ministerie van Opvoeding, Cerar’s (Centre d'Education Rurale et Artisanale du Rwanda) op te richten: een onderwijsvorm voor jongens die zes jaar lager onderwijs gevolgd hebben maar niet kunnen worden toegelaten tot de middelbare school. In december 1971 bezocht hij Rwanda. Hij besteedde veel aandacht aan het leven van de landbouwers, hun methodes en de (lage) opbrengsten. Onder de indruk van hun armoede, en tegelijkertijd getroffen door de rijkdom van het klimaat en het grote potentieel aan arbeidskrachten, bestudeerde hij de plaatselijke leerplannen. Hij stelde met spijt vast dat er op de school zeer weinig tijd voorzien werd voor praktijk. Zijn mening was dat onderwijs dat te veel tijd besteedt aan theoretisch onderricht een te klassieke vorming verstrekt en mensen vormt die de landbouw ontvluchten. Op 4 september 1972 vertrekt hij definitief naar Rwanda waar hij tot 1975 les geeft in Byumba. Op de heuvel van Kisaro start hij een landbouwschool, waar hij onmiddellijk terassenbouw toepast, als middel tegen erosie en om meer landbouwoppervlakte te verkrijgen in het dichtbewoonde en heuvelachtige noorden van Rwanda. De jongeren worden overtuigd om de eerste terrassen aan te leggen op de beste grond. De eerste opbrengst van de aardappelen is zo overtuigend dat de jongens beweren nog nooit zulke knollen te hebben gezien. Ook de gerst, tarwe en sorghum lukken goed. Het vertrouwen is gewonnen, de start gegeven. De meesten hebben dat meteen begrepen. Hoewel hij ook tegenstand krijgt, van de overheid en van zijn oversten. Toch werkt hij koppig voort.
Jonge boeren worden aangemoedigd om na hun opleiding zelf een huisje te bouwen met een regenput, een landbouwterras met aardappelen, graan en groenten en een varken om zelfvoorzienend te kunnen zijn. Het klimaat laat toe om twee oogsten per jaar te hebben.
Hij geeft seminaries over erosie en wat er kan aan gedaan worden aan de universiteit van Butare en Ruhengeri. Hij richt het Centre de Perfectionnement Agricole (CPA) op, in 1999 omgevormd tot de vzw CPPA (Centre de Perfectionnement ed de Promotion Agricole). Hij onderhield contacten met de overheid in Rwanda, België, Frankrijk, Canada en Duitsland om steun te zoeken voor zijn project. Zijn landbouwmethodes worden uiteindelijk nationaal en internationaal opgemerkt en door het Ministerie van Landbouw gepropageerd overal in Rwanda.
Naast het kweken en vermarkten van landbouwproducten kan hij met de opbrengst zorgen voor kleuter- en lager onderwijs en doet aan sociale werken met een klein dispensarium. Hij onderwijst ook ijzer- en houtbewerking en bouwt schuren, stallen, een beenhouwerij, bakkerij en een maalderij allemaal ter ondersteuning van de plaatselijke bevolking.
Vanaf 1991 probeert Wieme vluchtelingenkampen in de buurt van Kisaro te ondersteunen samen met het Rode Kruis en enkele andere kloosters. Hij wordt benoemd tot plaatsvervangend burgemeester. Bij het uitbreken van de genocide op 6 april 1994 moet hij twee keer tijdelijk terugkeren naar België. Vanaf 1995 bouwt hij de landbouwschool terug op nadat het centrum werd bezet door de opstandelingen. In 2014 moet hij wegens een terminale ziekte terugkeren naar België waar hij overlijdt in het universitair ziekenhuis van Gent. Op 14 maart 2015 werd op de Kisaro-heuvel een herdenkingsmonument ingehuldigd.